# Gaznaq
Gaznaq (persiska: گَزَنق, گزنق) är en ort i Iran.   Den ligger i provinsen Västazarbaijan, i den nordvästra delen av landet, 600 km väster om huvudstaden Teheran. Gaznaq ligger 1 277 meter över havet och antalet invånare är 393.
Terrängen runt Gaznaq är huvudsakligen platt, men söderut är den kuperad.Runt Gaznaq är det ganska tätbefolkat, med 185 invånare per kvadratkilometer. Närmaste större samhälle är Urmia, 18,6 km sydväst om Gaznaq. Trakten runt Gaznaq består till största delen av jordbruksmark.